# Zaklęsłość Łomaska
Zaklęsłość Łomaska (845.11) – mezoregion fizycznogeograficzny we wschodniej Polsce, północna część Polesia Zachodniego, ograniczona od północy doliną rzeki Krzny. Znajduje się pomiędzy Równiną Kodeńską na wschodzie, Równiną Łukowską od zachodu i północy oraz Równiną Parczewską na południu.
Jest to równoleżnikowe obniżenie położone na przedłużeniu, ku wschodowi, Pradoliny Wieprza. Stanowi ono nietypowy odcinek pradoliny Krzny, ukształtowany podczas odpływu wód lodowcowych w okresie końcowego postoju lądolodu Warty zlodowacenia środkowopolskiego.
Region jest zaklęsłością, obejmującą piaszczystą, podmokłą i zatorfioną równinę akumulacyjną, osiągającą szerokość do 20 km, wysokość 133,9–160,4 m n.p.m. Dominują plejstoceńskie utwory zlodowacenia środkowopolskiego, głównie piaski i żwiry sandrowe, z niewielkimi, wyspowo występującymi powierzchniami glin zwałowych, piasków i żwirów. Znaczne powierzchnie są zajęte także przez holoceńskie piaski, żwiry, mady rzeczne, torfy i namuły, które wypełniają liczne na tym terenie zagłębienia i doliny rzecznych. Na tym tle unikalny charakter ma punktowa wychodnia starszych osadów plejstoceńskich w Ortelu Królewskim (duże nagromadzenie malakofauny – muszli ślimaków) z interglacjału mazowieckiego.
We wschodniej części regionu płynie rzeka Zielawa. Do kierunku odpływu wód lodowcowych nawiązują współczesne (zlodowacenie północnopolskie – holocen) doliny rzeczne: Krzny oraz dolne odcinki jej prawobrzeżnych dopływów – Zielawy i Rudki. Wypełniają je osady mineralne i biogeniczne (piaski, mułki, namuły oraz torfy). Na znacznych odcinkach ich koryta są uregulowane. Obcym (antropogenicznym) elementem hydrograficznym w krajobrazie jest również dolny odcinek kanału Wieprz-Krzna.
Na osadach wodnolodowcowych wykształciły się gleby rdzawe i bielicowe, a na osadach dolin rzecznych gleby hydromorficzne i mady.
Jest to kraina łąk i lasów. W mezoregionie przyrodniczo-leśnym zaklęsłości Łomaskiej przeważa krajobraz roślinny borów mieszanych i grądów w odmianie mazowiecko-podlaskiej i podwariancie z dużym udziałem łęgów jesionowo-olszowych i olsów. Sporadycznie, w części wschodniej, zaznacza się krajobraz borów mieszanych i grądów w odmianie mazowiecko-podlaskiej.
Najważniejszą miejscowością (od której pochodzi nazwa regionu) są Łomazy, ponadto wieś Drelów. Na pograniczu regionu leżą również Biała Podlaska i Międzyrzec Podlaski. Na wschód od Międzyrzeca Podlaskiego region przecina magistrala  Warszawa-Brześć.
Rezerwat przyrody Omelno obejmuje las lipowo-dębowy.